# Legong
Legong (bra A Dança das Virgens) é um filme norte-americano de 1935, do gênero drama romântico, dirigido por Henri de La Falaise.
É um dos últimos longa-metragens filmados usando o processo Technicolor de duas cores e um dos últimos filmes mudos filmados em Hollywood.